# ローザンヌ誓約
ローザンヌ誓約（ローザンヌせいやく、英語：The Lausanne Covenant）は、キリスト教の世界宣教を促す、キリスト教徒の信仰宣言。
現代の福音派的キリスト教の中で最も有力な文書の1つである。

## 概要
1974年、スイスのローザンヌで開催されたローザンヌ世界伝道会議に2,300人の福音派のキリスト者たちが集い、この誓約を結んだ。
最初のローザンヌ会議は、委員長ビリー・グラハムが世界中から150か国以上のキリスト教教派の指導者を招集して開かれた。文書作成委員長はジョン・ストットが務めた。会議の参加者は、誓約に署名し、また世界宣教のためのローザンヌ委員会を設立した。誓約は信仰告白の形をとっている。その中で誓約者たちは、イエス・キリストの福音を広める使命において失敗してきたことを認め、悔恨を表明している。
誓約は特にニカイア・コンスタンティノポリス信条の信条を確認している。また世界中にキリストの十字架の福音を広める誓いを表明する。誓約には、誓約者たちの信仰を表す15項目がある。これは英語で書かれ、少なくとも20の異なる言語に翻訳された。

## 誓約
誓約の例として、スコットランドの教会の誓約（カベナント）があり、彼らは誓約者（カヴェナンター）と呼ばれた。これは単なる宣言ではなく、世界伝道の使命に心を尽くして献身するという、より強い決意を誓約し、表明している。

### 序文
会議の参加者は、世界中のクリスチャンである。会議の精神は、1.神に感動し、2.失敗に悔恨し、3.伝道の使命を自覚する者である。福音を全世界に宣べ伝えるべき主の命令に応答し決意した者たちが、誓約を結んだ。

### 神のみ旨
神の存在、神のみ旨、神の力。
伝道に必要な聖霊の力を告白し、献身を表明する。

### 聖書の権威と力
聖書の権威、聖書の霊感、聖書の解釈。

### キリストの独自性と世界性
キリストの独自性-唯一の救い主、キリストの世界性。
唯一の救い主と唯一の福音のみの存在を告白し、シンクレティズムや異教との対話を「キリストと福音とに対する冒涜とみなして拒否する。」

## 福音主義と福音派
宇田進は「福音派とは、1846年にロンドンにおいて結成をみた福音主義同盟（Evangelical Alliance）の9項からなる信仰の立場と、1974年の世界伝道会議が出した「ローザンヌ誓約」の中に表明されている聖書的信仰と宣教観とライフ・スタイルを信奉する聖霊派から改革派までのキリスト者の群れをさす名称」としており、世界的な福音派の信仰として認められている。